# Cheilotrichia stigmatica
Cheilotrichia stigmatica là một loài ruồi trong họ Limoniidae. Chúng phân bố ở miền Tân bắc.